# George Swinton Legaré
George Swinton Legaré (ur. 11 listopada 1869 w Rockville, hrabstwo Charleston, Karolina Południowa, zm. 31 stycznia 1913 w Charleston) – amerykański polityk, członek Izby Reprezentantów z ramienia Partii Demokratycznej.
Po studiach na University of South Carolina i Georgetown University Law School zdobył przygotowanie do zawodu prawnika i praktykował w Charleston. Od marca 1903 zasiadał w Izbie Reprezentantów jako demokrata. Wybierany był na kolejne kadencje sześć razy z rzędu, zmarł jednak 31 stycznia 1913, tuż przed upływem 62. kadencji Kongresu, i nie zdążył objąć ponownie mandatu. Został pochowany na cmentarzu Magnolia w Charleston.